# Visayabuulbuul
De visayabuulbuul (Hypsipetes guimarasensis) is een zangvogel uit de familie Pycnonotidae (buulbuuls). 

## Verspreiding en leefgebied
Deze soort is endemisch op de Visayas, een eilandengroep in het centrale deel van de Filipijnen.

## Status
De visayabuulbuul komt niet als aparte soort voor op de lijst van het IUCN, maar is daar een ondersoort van de roodborstbuulbuul (Hypsipetes philippinis).